# Vuelo 006 de China Airlines
El vuelo 006 de China Airlines (Dynasty 006) fue un vuelo diario sin escalas desde Taipéi (Taiwán) al Aeropuerto Internacional de Los Ángeles (EE. UU.). El 19 de febrero de 1985, el Boeing 747 SP que operaba el vuelo estuvo involucrado en un accidente que afectó a una aeronave, luego de la falla del motor N.º 4, mientras navegaba a 41,000 pies (12,500 m) de altura. El avión se volcó y se hundió 30,000 pies (9,100 m), experimentando altas velocidades y fuerzas g (aproximándose a 5 g) antes de que el capitán pudiera recuperarse de la inmersión y luego desviarse al Aeropuerto Internacional de San Francisco. Hubo varios heridos pero ningún muerto.

## Incidente

### El vuelo
El vuelo 006 de China Airlines es aún un vuelo regular de la aerolínea que une las ciudades de Taipéi, China con la de Los Ángeles, California, EE. UU. En esta ocasión era operado en un Boeing 747 SP-09.
Ese día despegó con 251 pasajeros y 23 tripulantes.

### La aeronave

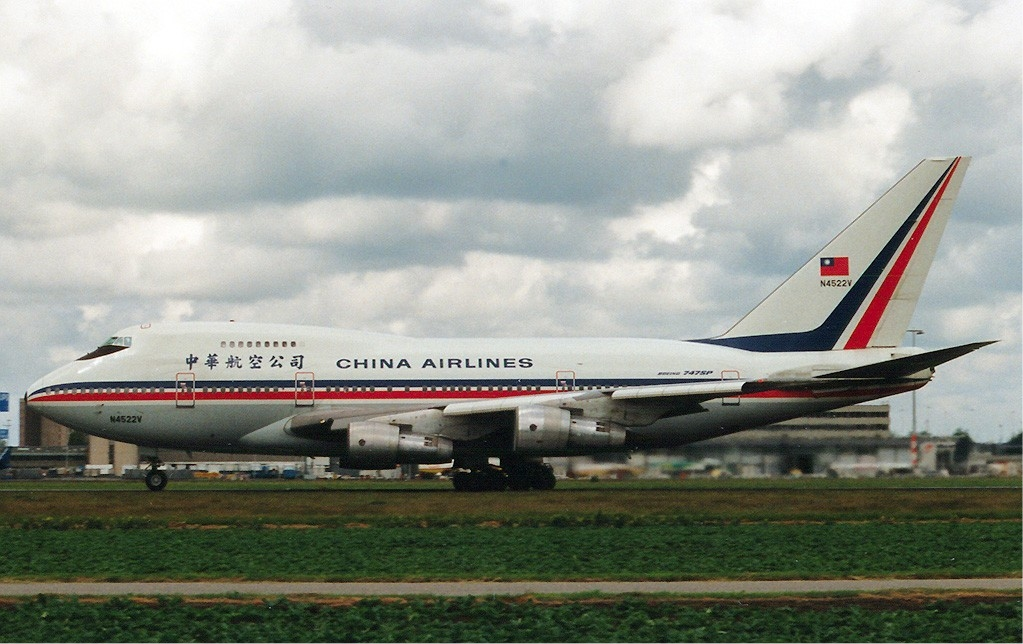
N4522V, la aeronave involucrada en el incidente, en Ámsterdam, en 1991.

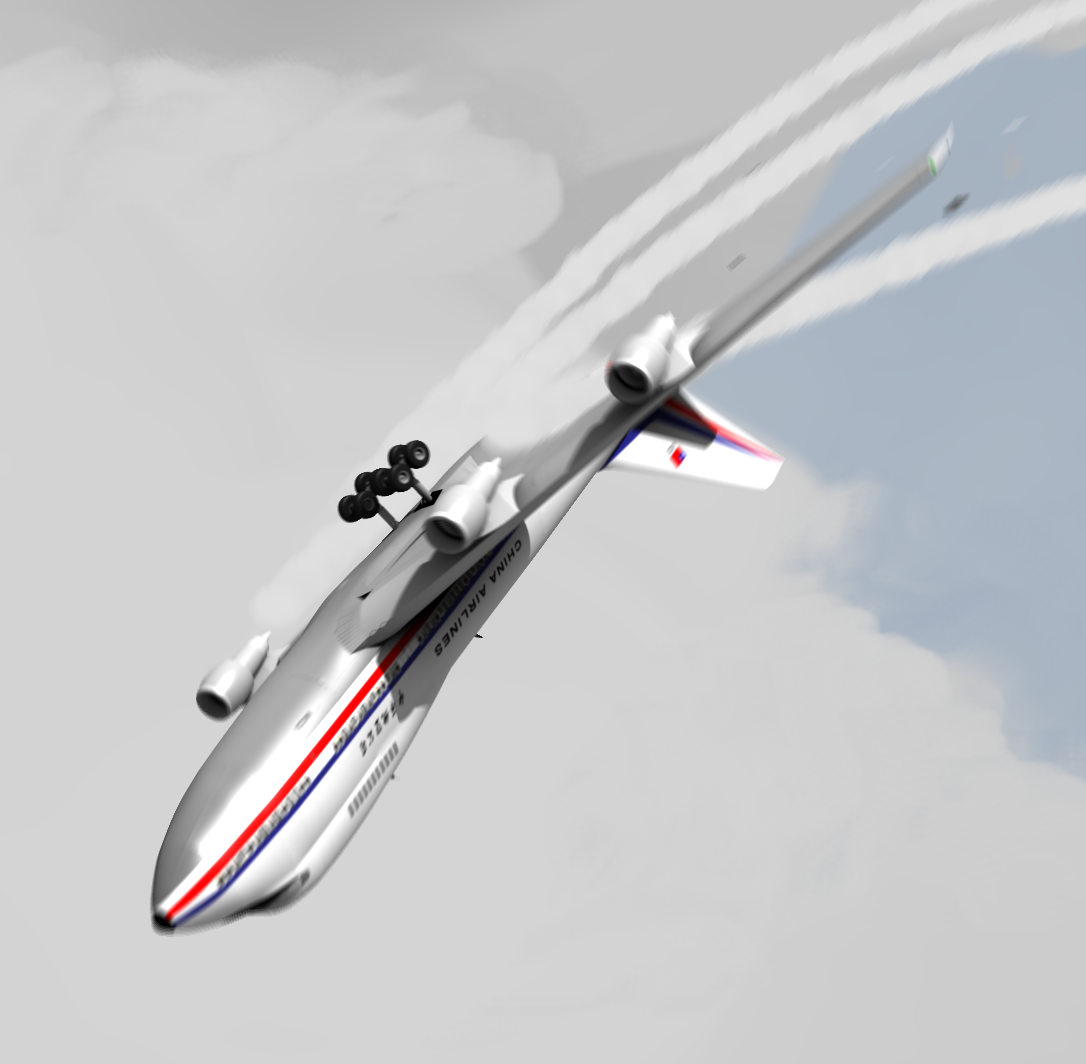
Gráfico simulado de la trayectoria invertida del avión durante el accidente.

El vuelo era operado usando un Boeing 747 SP-09 matrícula N4522V propiedad de Wilmington Trust Company, Wilmington, Delaware, que la aerolínea había alquilado en 1982 y lo había usado en forma continua y tenía 10192 horas y 51 minutos de uso al momento del incidente. No tenía ninguna observación excepto las del motor nro 2. Estaba equipado con cuatro motores Pratt & Whitney JT9D-7A que daban una potencia de 46150 libras al momento del despegue. La manutención de la aeronave seguía los procedimientos aeronauticos de Estados Unidos y los de China y también con los procedimientos propios de la compañía. Su peso y las ubicaciones de los centro de gravedad estaban dentro de lo estipulado en todo momento del vuelo. En el momento del incidente la aeronave pesaba 440000 libras, con este peso la altitud de crucero con el avión con tres motores era de 37000 pies y la pérdida de velocidad era de 155 KIAS.
El diario de a bordo del avión tenía informes del motor nro 4 en los dos vuelos anteriores. Uno de estos reportes, el del 15 de febrero de 1985 indicaba una pérdida de potencia de dicho motor en una altitud de FL 410, retomando su operación normal a FL 300. El informe detallaba la acción correctiva: Una inspección visual al motor, el drenaje del filtro de combustible y el control de paletas fue inspeccionado y chequeado como correcto. La segunda falla fue el 18 de febrero de ese año, se produjo a una altitud de FL 430. El motor falló a la respuesta al movimiento de la palanca de potencia, ese día se tomaron otras acciones correctivas, se reemplazaron algunos componentes, entre ellos el filtro de presión hidráulica del combustible, el controlador de la paleta del motor y el convertidor del aire del combustible. Y antes de este vuelo se detectó otra falla en este motor, en la válvula que purga el aire en la etapa alta del mismo. Dicho componente fue reemplazado antes del despegue del vuelo.

### Reporte del incidente

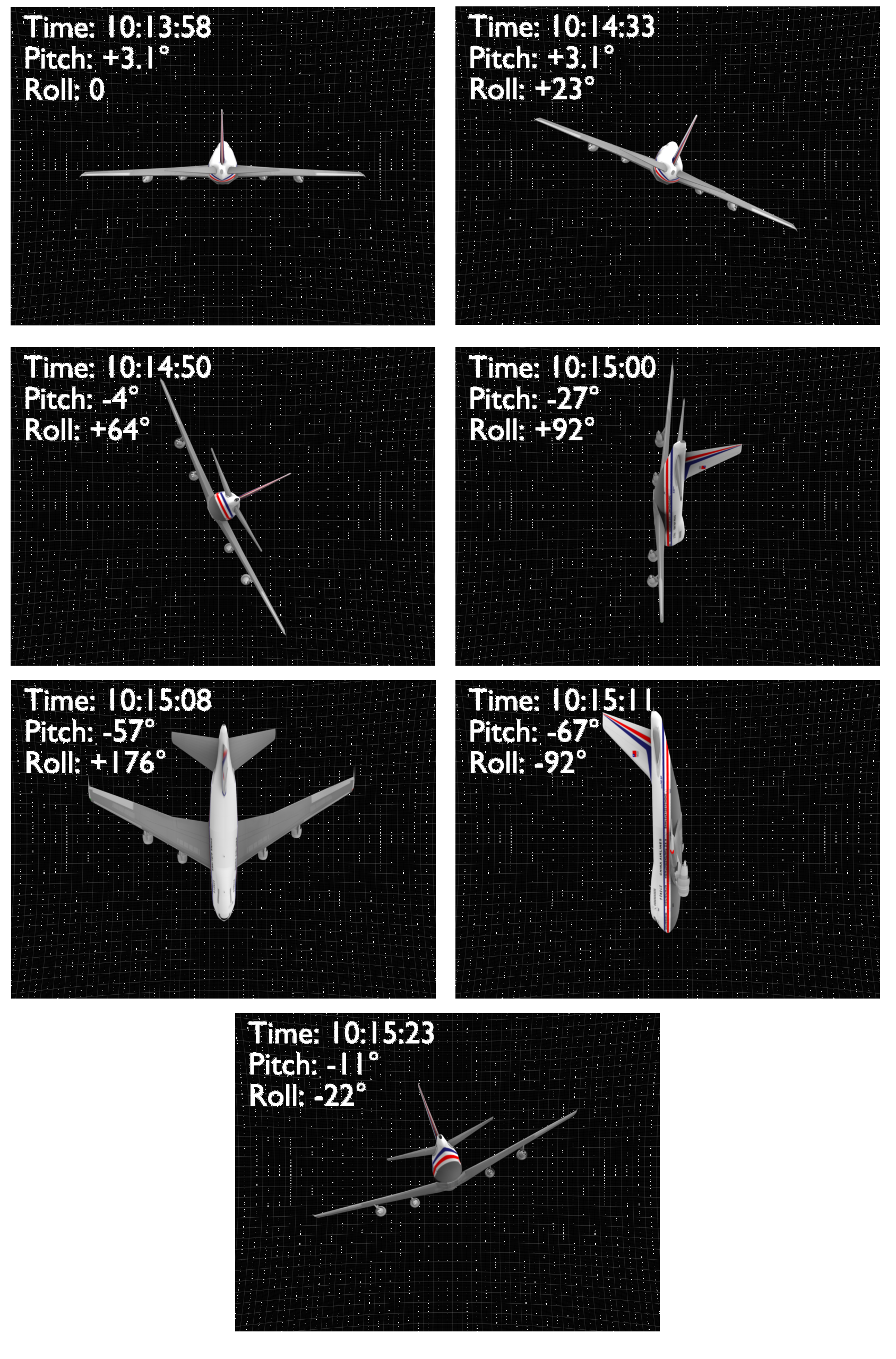
Gráfico describiendo el exceso de velocidad del avión.

Estando al oeste del punto de reporte Redoo, cerca de 300 nmi al noroeste de San Francisco, California, volando a una altitud de FL410 y habiendo estimado pasar por el punto Redoo a las 10:13 el vuelo se reportaba sin inconvenientes. Abajo del avión había una capa de nubes que tenían reportados sus límites superiores a aproximadamente 37000 pies. El piloto estaba operando en modo PMS (Performance Management System), sistema que le proveía al piloto orientación de tono y mantener los 41000 pies que el seleccionó y también mantener la velocidad de 0,5 Mach. Por su parte el Sistema de Navegación Inercial le proveía guía de balanceo. El piloto automático usaba solo los spoilers y alerones para control lateral, no usaba ni el timón ni el ajuste del mismo para este propósito. La velocidad del aire era de 254 nudos según los instrumentos del avión que proveían comando de configuración de empuje al sistema automático del servomotor.
De acuerdo a la tripulación, a medida que la aeoronave se aproximaba a Redoo empezó a encontrar turbulencias de aire, la velocidad del aire oscilaba entre 251 y 264 KIAS (0,84 y 0,88 M) y el PMS empezó a mover los comandos hacia adelante y hacia atrás para mantener la velocidad crucero configurada (0,85M). Cerca de las 10:10 la velocidad aumentó a 0.88 M y el PMS retardó los comandos, el empuje del motor disminuyó a aproximadamente 1.0 EPR y el avión comenzó a desacelerar. Y cuando el valor de la velocidad del aire llegó a 0,84 M el PMS movió el empuje hacia adelante. Los motores 1, 2 y 3 respondieron al movimiento del comando y comenzó a acelerar, sin embargo el ingeniero de vuelo dijo que los instrumentos del motor nro 4 no indicaban la aceleración correspondiente, entonces manipuló los comandos de dicho motor manualmente, pero dijo que no obtuvo la respuesta deseada por parte del motor y en forma simultánea los cuatro tanques de combustible enviaban el mismo directamente a los respectivos motores, el tanque nro 2 estaba presurizando el sistema de alimentación cruzada, todas las válvulas de alimentación cruzada fueron cerradas. El sistema automático de calentamiento del combustible estaba encendido. Adicionalmente el capitán había encendido los indicadores de cinturón de seguridad cuando el avión entró en la turbulencia de aire, y siguiendo los procedimientos de la compañía el ingeniero de vuelos había posicionado los interruptores de ignición en la posición "flight start", asegurando la provisión continua de combustible a los cuatro motores, y por los mismos procedimientos de la aerolínea tres de los cuatro aires acondicionados estaban en posición "half flow".
Todos los procedimientos efectuados por el ingeniero de vuelos estaban siendo supervisados por el capitán que no observó nada fuera de lo común cuando el motor nro 4 no aceleraba, solo se dio cuenta de que los instrumentos no respondían a los movimientos de los comandos y que la velocidad del aire indicada disminuía. Y enseguida el ingeniero de vuelo reportó un apagón de llama en ese motor, además en ese momento vio al interruptor del control del generador tenía luz abierta y la sección eléctrica del panel de instrumentos del ingeniero de vuelos estaba iluminado indicando que el interruptor automático del generador nro 4 estaba abierto y que el generador no estaba en línea. Ante esa situación el capitán le indica que revise los manuales de la aeronave para mantener el vuelo en condiciones de crucero con tres motores y le indica al primer oficial que solicite a la torre de control una altitud más baja para poder descender y reencender el motor. Pero estando a 41000 pies y a pesar de que la altura máxima para efectuar la operación de encendido es de 30000 pies el capitán le da la orden al ingeniero de que lo encienda, este posiciona los interruptores de encendido nro 2 en posición "flight start", esta operación puso a ambos sistemas de ignición del motor nro 4 en ignición continua ( Hay dos sistemas de ignición y solo uno se usa normalmente, el nro hacia el este y el nro 2 hacia el oeste). Esta operación fue fallida, el vuelo continuó desacelerando.
El primer oficial declaró que escuchó al capitán convocar al ingeniero de vuelos suplente para ayudar en esta emergencia y además tuvo que informar al capitán del descenso de la velocidad del aire, a las 10:14 solicitó a la torre de control de Oakland una altitud más baja pero sin reportar de la falla del motor ni declarar la emergencia del vuelo, recibió como respuesta la orden de esperar. Pero el controlador de vuelos dijo que a las 10:15 había autorizado al vuelo a descender y mantener la altitud FL240 pero el avión no respondió a la indicación y entre las 10:15 y las 10:16 la torre de control intentó seis veces contactar a la aeronave sin éxito.
Como la velocidad del aire caía hasta 240 KIAS y el avión desaceleraba continuamente cambió el modo del piloto automático de PMS a OFF para restablecer los comandos de mantenimiento de altitud, esto puso al piloto automático en modo de mantenimiento de altitud mientras que mantuvo el sistema INS en modo de desplazamiento automático sin intervención manual. Posteriormente rotó la rueda de control de paso en dirección nariz para abajo para comenzar un descenso para detener la pérdida de la velocidad del aire.
Según declaraciones del primer oficial, al levantar la mirada para completar su informe por radio a la torre de control observó a la aeronave significativamente inclinada hacia la derecha, observó al capitán apagar el piloto automático y el avión continuaba en esa posición, situación que comunicó al comandante. El comandante confirmó esta declaración diciendo que cuando apagó el piloto el avión se inclinó hacia la derecha aún más, y en ese momento recibió la comunicación por parte del copiloto. Además afirmó que le estaba prestando atención al indicador de actitud (ADI) para hacer una corrección de izquierda abajo y al mismo tiempo los instrumentos de fondo que contienen la línea de referencia del horizonte rotaban rápidamente a la izquierda y la línea de referencia del horizonte se posicionaba en posición vertical. Además no vio ninguna indicación de falla o luces en el ADI cuando observó el ADI del copiloto y el ADI en espera. Los tres mostraban la misma situación. Y en este instante entró el vuelo en una nube impidiéndole saber a que altitud estaba.
Y a medida que los ADIs rotaban los otros tres motores de la aeronave perdían empuje y el avión cayó de repente, él fue rápido a la columna de control pero el indicador de control de velocidad del aire continuaba aumentando rápidamente hasta alcanzar la velocidad máxima de operación. Durante esta parte de la falla, los ADIs rotaban hacia la izquierda, los tres iguales sin que se reporten fallas ni luces que indiquen alguna anomalía. En ese momento el ingeniero de vuelo determinó que los tres instrumentos presentaban fallas y el avión estaba fuera de control, inclinándose hacia la izquierda y hacia la derecha y él estaba perdido. La aeronave descendía y el comandante trataba de evitarlo pero los motores nro 1, 2 y 3 perdían potencia. Después de hablar con el capitán, movió los tres aceleradores hacia adelante y hacia atrás sin obtener la respuesta esperada. Intentó encender con los interruptores de resguardo pero tampoco consiguió el resultado esperado por parte de los motores. En ese momento la fuerza G empezó a actuar con mucha intensidad lo que le impedía levantar sus manos y su cabeza se inclinaba hacia abajo forzosamente contra el pedestal del control central. (El circuito de ignición de resguardo usa un bus de corriente de resguardo independiente al que está en uso, provee de corriente alterna. El bus de corriente alterna es normalmente suministrado por el bus de corriente alterna primario, y también puede ser provisto por el inversor estático de la batería. Ubicando el interruptor en la posición "IGN 1" o en la "IGN 2", provee de ignición continua a todos los motores aunque el encendedor seleccionado cuando las palancas de arranque estén en la posición "rich" o "idle". 
Las nubes en la que se encontraba el vuelo en ese momento le impedían al capitán controlarlo, él no sabía a qué altitud se encontraba y movía la rueda de control hacia la izquierda y hacia la derecha y como el avión aceleraba el capitán tuvo que tirar la columna de control hacia atrás lo que produjo una rápida desaceleración y la velocidad del aire disminuyó entre 80 y 100 KIAS y en ese momento bajo la nariz de la aeronave lo que provocó que la aeronave acelerase y los indicadores de velocidad del aire excedieron nuevamente su límite. En ese momento procedió el copiloto a tirar para atrás la columna de control para que el disminuya la velocidad. El capitán bajo muy suavemente la nariz de la aeronave y dejó atrás las nubes, lo que le permitió al piloto observar el horizonte afuera del avión, circunstancia que comunicó a su tripulación. Ninguno de los tripulantes escuchó ninguna alarma de exceso de velocidad y durante el descenso no se activaron las advertencias de pérdida que se perciben como una vibración en la palanca.
El avión emergió del banco de nubes a 11000 pies y estaba acelerando promedio 180 KIAS, el capitán usando las referencias visuales logró establizar el vuelo cuando este se encontraba cerca de los 9500 pies. Cuando el capitán enderezó el avión, los otros dos miembros de la tripulación vieron estabilizarse sus ADIs, y estando a una altitud de 10000 pies los motores 1, 2 y 3 volvieron a funcionar pero el 4 necesitó que se pusiera su interruptor en modo de encendido ("encendido en tierra") a su función normal, se siguió lo que indican los procedimientos de rutina para encenderlo.
Según el ingeniero de vuelo no hubo pérdida de corriente alterna durante el incidente y el descenso en consecuencia, no observó ninguna señal de advertencia en ningún instrumento en ningún momento del suceso, si hubiera habido anomalías en el funcionamiento alguna señal se tendría que haber activado. Cuando se encienderon nuevamente los tres motores la única indicación que había era la luz que indicaba que el generador nro 4 estaba abierto, las demás luces estaban apagadas, situación que indicaba que estaba todo nornal. Al cerrar el interruptor del generador nro 4 la luz se apagó y empezó el funcionamiento normal del mismo.
Una vez estabilizada la aeronave, se contactó, a las 10:17 a la torre de control para reportar la anomalía, indicando que estaban sufriendo un apagón de llama y que estaban a una altitud de nueve mil pies. Solicitaron vectores del radar para retomar su curso, a las 10:18 solicitó el despeje para ascender, la primera autorización fue para alcanzar la altura del FL 200 y dos minutos después la tripulación comunicó a la torre que podían controlar el vuelo, desde la torre de control se les ofreció aterrizar en San Francisco pero los tripulantes denegaron el ofrecimiento, prefirieron seguir la ruta original. Entonces le asignaron la altitud de FL 350. Cuando la aeronave descendía el ingeniero de vuelo chequeo sus instrumentos y vio encendida la luz de indicación de puertas del cuerpo del tren de aterrizaje abierta y también encendida la indicación de que el tren estaba abajo y trabado. Además estaba vacío el fluido del sistema hidráulico nro 1 según indicaba el indicador respectivo.
A causa de esta anomalía, el capitán resolvió estabilizarse a FL 270 con el tren extendido (la máxima altitud de operación con el tren desplegado es 29000 pies). Después de chequear el estado de combustible del avión y el consumo del mismo a 29000 pies el capitán resolvió desviarse a San Francisco e instruyó al primer oficial que informe a la torre de control de sus intenciones. A las 10:35 la torre autorizó al vuelo el desvío a San Francisco vía Point Reyes y mantener la altitud FL 270. Tres minutos después se redeclara la emergencia del vuelo y se reportan pasajeros heridos a bordo, la torre en respuesta despejó la ruta para ese vuelo directo a San Francisco y autorizó el descenso a discreción de comandante. El descenso en San Francisco se hizo con el piloto automático encendido que operó exitosamente hasta los 2500 pies en donde fue desconectado para realizar la aproximación final a la pista 28L en el aeropuerto de San Francisco. El otro tren de aterrizaje y los flaps fueron bajados manualmente de acuerdo con los procedimientos prescriptos. Además se comprobó que todos los motores operaron normalmente en los movimientos finales del vuelo.
Después de aterrizado, el piloto despejó la pista activa. Como el sistema hidráulico nro 1 inoperativo que dificultó la capacidad de dirigir el avión durante el carreteo, el capitán detuvo el avión una vez que despejó la pista nro 1, los motores fueron apagados y el avión fue remolcado hasta la puerta.

### Lesiones
No se produjeron víctimas fatales, dos personas resultaron con heridas de gravedad, un pasajero y un miembro de la tripulación. 272 personas resultaron con heridas menores (22 tripulantes y 250 pasajeros). La herida de gravedad del tripulante, que debió ser internado durante 48 horas aproximadamente, consistió en una lesión en la espalda, por su parte el pasajero sufrió laceraciones y se fracturó el pie derecho.

### Tripulantes
El vuelo estaba comandado por su capitán Min-Yuan Ho, el primer oficial Ju Yu Chang y el ingeniero de vuelo Shih Lung Su. La tripulación estaba en servicio en el momento del incidente.
El capitán Ho, de 55 años de edad en la fecha del accidente, capitán de Boeing 747 desde 1980, su número de Certificado de Transporte de Aerolínea es 2319601 con calificación para aeronaves multimotor y para Boeing 747, tenía vigente su aptitud médica que solo le exigía usar anteojos para realizar su trabajo. Además había aprobado un año antes dos pruebas en simuladores de vuelo y una prueba de chequeo de rutas. A esa fecha tenía 15494 horas de vuelo, de las cuales 3748 eran en Boeing 747. Tenía todas las horas de descanso previas al vuelo que exigen los reglamentos y había descansado 5 horas en este vuelo siendo reemplazado por el primer oficial, habiendo retomado el mando dos horas antes del accidente. Y además había estado sin prestar servicio 15 horas y 20 minutos previo al inicio de este viaje.
El primer oficial Chang, calificado para serlo en Boeing 747 desde 1981, titular del Certificado de Piloto de Aerolínea de Transporte nro 2323152 con calificación para aeronaves multimotor y Boeing 747, tenía su certificación médica vigente sin restricciones, y un año antes había aprobado dos pruebas en simuladores de vuelo además de su chequeo de rutas. En el momento del accidente tenía 11 horas de servicio, de las cuales 9 horas y 48 minutos eran en vuelo, había descansado 3 horas habiendo retomado su puesto 3 horas antes del accidente. Y había estado sin prestar servicio 26 horas antes de presentarse en este vuelo.
El ingeniero de vuelo Su, con calificación para esta tarea desde 1979, titular del Certificado de Ingeniero de Vuelo 2319358 con habilitación para aeronaves turbojet y Boeing 747, tenía vigente su aptitud médica que le exigía usar anteojos para realizar su trabajo. Había aprobado un año antes las pruebas en simuladores de vuelo y dos pruebas de chequeo de rutas. Durante el vuelo había descansado 5 horas y había retomado su puesto 2 horas antes del accidente. Y había estado sin trabajar 93 horas antes del vuelo.
La tripulación de cabina consistió en 5 tripulantes, además un piloto y un ingeniero de vuelos suplentes estaban a bordo, todo el personal cumplía con las leyes aeronáuticas de USA y de China, y con los procedimientos de la empresa. Ninguno tenía observaciones en sus respectivos legajos. Además los dos tripulantes primarios habían prestado servicio en la Fuerza Aérea China pero ninguno de los dos piloteo aviones de combate ni realizaron maniobras acrobáticas durante su entrenamiento militar.

### El aeropuerto
El aeropuerto de destino del vuelo, San Francisco (SFO) es el aeropuerto más grande del Área de la Bahía de San Francisco incluyendo todo el Norte de California y es el segundo más ocupado en el estado de California solo después del Aeropuerto Internacional de Los Ángeles. En 2014, era el séptimo aeropuerto más ocupado de Estados Unidos y el número 21 del mundo por el número de pasajeros. Es el quinto mayor centro de conexiones para United Airlines y funciona como la principal puerta transpacífica de United Airlines. También sirve como la base principal de operaciones de Virgin America. Es el único centro de mantenimiento de United Airlines, y alberga el Museo y Biblioteca de Aviación Louis A. Turpen. Está en una elevación de diez pies a 8 millas del centro de la ciudad, y posee 8 pistas. De estas 8 pistas la 28L tiene una longitud de 10600 pies y 200 pies de ancho, totalmente asfaltada.

### El clima
El mapa del Servicio Nacional del Clima (NWS) indicaba un área de baja presión sobre el norte de Columbia Británica y Alberta, Canadá y un área de presión alta sobre el Océano Pacífico Norte con centro en la latitud 40.ª norte, longitud 140° Oeste. Una gran vaguada de baja presión se extendió sobre la costa noroeste del Pacífico con un frente frío extendiéndose al sur a lo largo de la costa desde cercanías de Vancouver hacia el sur de Oregón y luego doblando al oeste dentro del Océano Pacífico.
Un mapeo a 1600 200 milibar (cerca de los 38700 pies) mostró una vaguada superficial en los vientos del oeste extendiéndose al sur-sudoeste del norte de Columbia Británica dentro del Océano Pacífico. El centro de la vaguada estaba cerca de los 500 nmi al oeste del norte de la costa de California. Un núcleo de corriente en chorro conteniendo vientos cuyas velocidades excedían los 90 nudos fue ubicado en el lado que estaba contra el viento en la vaguada. El flujo del viento en la vecindad del accidente estaba al oeste a aproximadamente 40 nudos.
El satélite GOES (Satélite Geoestacionario Operacional Ambiental) 1431 tomó fotografías infrarrojas que posicionó el accidente en el ojo este de un área de nubes que estaba estrechamente paralela al frente frío. Parecían ser cirrus, nubes que contienen un alto número de cristales de hielo) de acuerdo a la curva infrarroja sombreada.
Un sondeo del Servicio Nacional del Clima 1100 realizado en Medford, Oregón mostró una doble tropopausa que tenía una temperatura mínima de -67,5 °C a 38050 pies y -67 °C a 56525 pies. A 41000 pies la temperatura era de -64,6.º
De los vuelos que pasaban por esa área, entre las 7:52 y las 11:38, se recibieron 11 informes reportando temperaturas oscilando los 61 °C y los 64 °C, y el informe de los vientos decían que eran del noroeste, con valores oscilando entre 45 nudos y 114 nudos, en un rango de altitudes que oscilaba entre los FL 370 y FL 410. Además la inspección de la información recibida en la aeronave incluía el pronóstico de los vientos en todo el trayecto, un mapa del pronóstico del tiempo altamente significante, mapas de pronósticos a 200 y 300 milibares, y los Pronósticos de Terminal Internacional (TAFOR) para Los Ángeles, San Francisco y Oakland.
La información que recibió la tripulación mediante el paquete de despacho incluían los pronósticos de viento en la ruta, un mapa de pronóstico de alto nivel de significancia, mapas de pronósticos a 200 y 300 milibares, y el TAFOR para Los Ángeles, San Franciso y Oklahoma.

### Las cajas negras
La caja negra del avión era marca Fairchild A-100, consistente en una grabadora de voz en la cabina(CVR), el número de serie del equipo era 15119. Fue enviada al laboratorio de sonido del NTSB en Washington para su análisis, la grabadora había captado 30 minutos de audio con una excelente calidad, pero se encontró el inconveniente que la grabadora tenía habilitada la grabación durante todo el vuelo, el tiempo transcurrido entre el accidente y el aterrizaje superaba la media hora de grabación que el equipo tenía disponible. También el aparato estaba preparado para grabar durante el aterrizaje y el carreteo del avión, pero la cinta no contenía información relevante para el estudio del caso por lo que no se transcribió en papel nada.
Además había un grabador de datos de vuelo (DFDR) marca Lockheed Air Service con el nro de serie 717 que también fue enviado al laboratorio respectivo del NTSB en Washington para su análisis. El equipo no sufrió daños y estaba en perfectas condiciones de uso. Este grabador contenía datos claves del micrófono de la radio VHF que pudieron ser cotejados con los datos registrados en los libros de la torre de control. Se pudo establecer una correlación de tiempo entre los sucesos contenidos en el DFDR con una precisión de un segundo.

#### Simulación computada
Con estos datos se pudo realizar una animación computarizada que mostraba un dibujo lineal de un avión tomando parámetros seleccionados de la grabadora de vuelo durante 6,5 minutos del vuelo entre las 10:08:53 y las 10:15:23, instante en que los datos del DFDR se pierden. La animación muestra un avión volando sobre la superficie de la Tierra (a 10 millas náuticas), además de la altitud, velocidad del aire, encabezamiento, posición de la rueda de control y tiempo en formato digital. Además muestra en forma analógica la posición de la rueda de control y el EPR. Los parámetros del eje, rueda, y pistas de tierra derivadas son mostradas mediante la animación computada. El carreteo en tierra fue desarrollado usando los vientos y temperaturas pronosticados, y los valores de altitud, velocidad del aire y posición de la nariz registrados en la DFDR. Además se sincronizó el audio de las comunicaciones con la torre de control con el vídeo.
El avión se ubica siempre en el medio de la pantalla y la cuadrícula que representa la superficie se mueve para ilustrar velocidad de la tierra, la pista y la altitud. El visor es posicionado 300 pies detrás y 50 pies encima del centro del modelo con un ángulo de visión igual al curso magnético. Los datos del DFDR fueron interpolados linealmente en intervalos de 1/14 s para producir una presentación en tiempo real suave. Este intervalo de tiempo se debió a limitaciones de hardware de los equipos disponibles por el NTSB.
La presentación ilustra la pérdida de potencia del motor nro 4 a 40900 pies. También muestra el incremento de la compensación de la rueda de control hacia la izquierda para contrarrestar la fuerza asimétrica en aumento resultante por la pérdida de potencia, hasta que se alcanza el tope en que el piloto automático puede girar ese dispositivo. La simulación muestra como el avión tuerce la nariz hacia abajo y se arrolla hacia la derecha. El ángulo del eje de la nariz hacia abajo alcanza los 69° y en ese momento el avión había descendido hasta los 30 000 pies, y casi había alcanzado un giro de 360° hacia la derecha y se había inclinado hacia arriba hasta cerca de 11° de nariz abajo de la altitud del eje.

### Información del grabador de datos de vuelo digital
La grabación de datos del vuelo se vio afectadas por pérdidas por acción de las fuerzas G sobre el aparato de grabación durante el descenso. Se intentaron utilizar técnicas de recuperación sobre los datos pero con dudas sobre la exactitud de esa operación. Además el valor del descenso del avión excedió la capacidad máxima de rastreo de la computadora de digital de datos del aire (DADC).
La primera pérdida de datos relevante ocurrió en la hora 10:15:23 cuando el avión descendió hasta los 30132 pies a 286 KIAS a una aceleración de 5Gs, por lo tanto se grabaron datos inválidos en varios períodos de la primera parte del descenso. En las mediciones tomadas en los dos minutos siguientes durante el descenso los parámetros sincronizados para la altitud (dos sincronizaciones), la velocidad del aire indicada, la dirección de la nariz, la del eje y la del ruedo eran mostrados en forma incorrecta. Sin embargo fueron correctos las mediciones de los flaps, el de posición estabilizada, el de posición de la rueda de control y la del ángulo de ataque.
Las mediciones registradas por la DFDR indican que a las 10:10:06 la aeronave estaba a 41.006 pies de altura y acelerando hasta los 458 KIAS, los cuatro motores EPR estaban cerca de 1.4. Dos segundos después los valores presión del motor empezaron a descender pero la aceleración del avión siguió en aumento por unos segundos más, a las 10:10:36 el valor de la misma era de 264 KIAS. Como el EPR continuaba disminuyendo, el avión comenzó a desacelerar. En los diez segundos posteriores el EPR disminuyó a 0.9 y al minuto el avión disminuyó a casi 255 KIAS. Las alas estaban niveladas y la rueda de control estaba centrada. A estas altitudes y a 0,84M, el EPR a revoluciones ociosas debería ser de casi 0,05 a 0,07 más bajo que el EPR ocioso.
A las 10:11:10, después de que la velocidad del aire disminuyó a casi 251 KIAS, el EPR en los motores 1, 2 y 3 empezó a aumentar, y veinte segundos después había alcanzado casi 1,5 EPR (a 41000 pies y 0,85M y con dos packs de aires acondicionados operando el límite del EPR "crucero máximo" es 1,543 EPR). Estos valores determinan que en el momento del accidente y en un breve período de tiempo posterior los tres EPR permanecieron a casi 1,5. Y durante este período el EPR del motor nro 4 aumentó de 0,9 a casi 1,02 y permaneció regularmente constante hasta las 10:12:06. En los 35 segundos posteriores el EPR nro 4 disminuyó considerablemente a casi 1.05.
A las 10:12:40 empezó el problema en el motor nro 4, se notó un descenso en el EPR, el grabador DFDR registró valores de lectura desde 0,83 hasta 0,69, pero a las 10:13:10 la lectura había aumentado a cerca de 1,01 EPR, durante los siguientes 30 segundos, los otros tres motores fueron estabilizados a esencialmente 1,5 EPR. La velocidad del aire descendió de 251 KIAS a 243 KIAS y mientras que la aeronave permaneció a 40900 pies de altura en altitud izquierda abajo, la desviación de la rueda de contro izquierda abajo aumentó de 7° a 20.º
En los posteriores dos minutos siguientes los motores 1, 2 y 3 permanecieron a casi 1,5 EPR mientras que el nro 4 permaneció a casi 1,1 a 1,2 EPR. La aeronave continuaba nivelada en el nivel 40,900 pies pero la velocidad del aire disminuía a razón de 0,25 KIAS/s.

## Filmografía
Este accidente, fue presentado en el programa de televisión canadiense en Mayday: catástrofes aéreas, titulado "Pánico sobre el Pacífico", transmitido en National Geographic Channel.